# U-401
Unterseeboot 401 foi um submarino alemão do Tipo VIIC, pertencente a Kriegsmarine que atuou durante a Segunda Guerra Mundial.

## Comandantes
| Comandante             | Data                                      |
| ---------------------- | ----------------------------------------- |
| Kptlt. Gero Zimmermann | 10 de abril de 1941 - 3 de agosto de 1941 |

## Subordinação
Durante o seu tempo de serviço, esteve subordinado às seguintes flotilhas:
| Período                                  | Flotilha                                  |
| ---------------------------------------- | ----------------------------------------- |
| 10 de abril de 1941 - 1 de julho de 1941 | 1. Unterseebootsflottille (treinamento)   |
| 1 de julho de 1941 - 3 de agosto de 1941 | 1. Unterseebootsflottille (serviço ativo) |